# Elezioni parlamentari in Dominica del 2022
Le elezioni parlamentari in Dominica del 2022 si sono tenute il 6 dicembre per il rinnovo della Camera dell'Assemblea.
Le elezioni, convocate con un anticipo di due anni sulla scadenza naturale della legislatura, vedono il boicottaggio da parte dei principali partiti di opposizione, tra cui il Partito Unito dei Lavoratori e il Partito della Libertà di Dominica, per protesta contro la decisione del governo di convocare elezioni anticipate senza una previa riforma della legge elettorale che dissipasse i sospetti di brogli avanzati in occasione delle precedenti consultazioni.

## Risultati
| Liste                         | Voti   | %     | Seggi |
| ----------------------------- | ------ | ----- | ----- |
| Partito Laburista di Dominica | 15 114 | 83,24 | 19    |
| Team Unity Dominica           | 153    | 0,84  | –     |
| Indipendenti                  | 2 891  | 15,92 | 2     |
| Totale                        | 18 158 | 100   | 21    |